# 심위
심위(沈威, 1951년 ~ )은 홍콩 출신의 영화 배우이자 영화 감독, 영화 제작자다.